# Relațiile dintre România și Italia

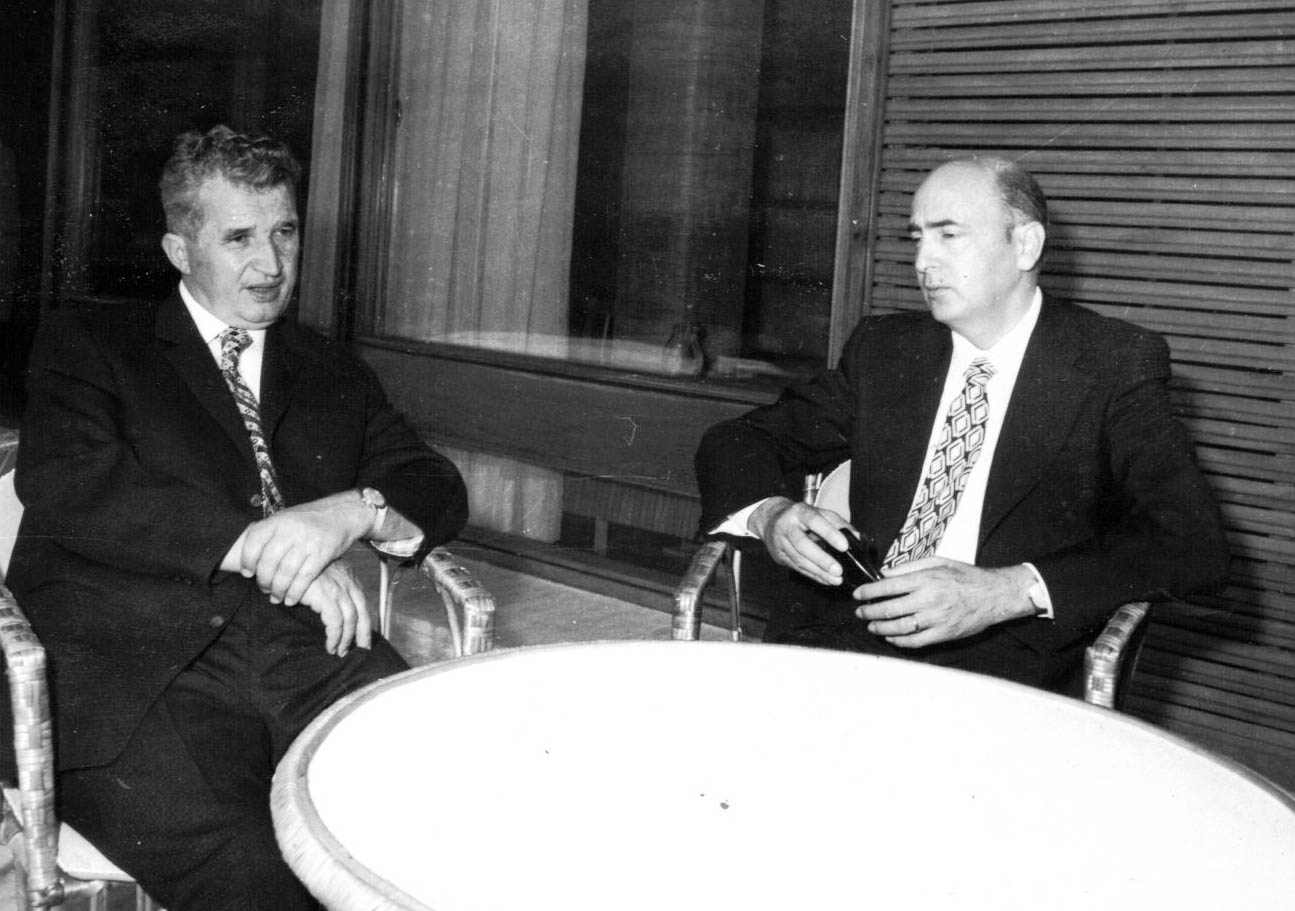
Întrevederea dintre Nicolae Ceauşescu și Giorgio Napolitano, 7 iulie 1974.

Relațiile româno-italiene se referă la relațiile dintre România și Italia.
Stabilirea raporturilor diplomatice la nivel de Legație, între Roma și București, s-a produs la 5 decembrie 1879, prin recunoașterea independenței României de către Italia și acreditarea la București a Contelui Giuseppe Tornielli-Brusati di Vergano.

## Vizite de stat
Președintele Nicolae Ceaușescu a efectuat singura sa vizită oficială în Italia în perioada 21-25 mai 1973.